# Liste des circonscriptions électorales du Derbyshire
Le comté cérémoniel du Derbyshire, qui inclut l'autorité unitaire de Derby, est divisé en 11 circonscriptions parlementaires : trois circonscriptions de borough (borough constituencies), plutôt urbaines, et huit circonscriptions de comté (county constituencies), plutôt rurales. Ce découpage est en vigueur, à quelques ajustements près, depuis les élections générales de 2010.

## Liste des circonscriptions
Dans le tableau suivant, la colonne « Majorité » indique l'avance en voix du candidat élu (dont le nom figure dans la colonne « Membre du Parlement ») sur son concurrent le plus proche (dont le nom figure dans la colonne « Opposition ») lors des dernières élections générales, celles de 2017.
| Circonscription       | Type    | Électorat | Majorité | Membre du Parlement | Membre du Parlement | Opposition | Opposition         | Carte                                                                                            |
| --------------------- | ------- | --------- | -------- | ------------------- | ------------------- | ---------- | ------------------ | ------------------------------------------------------------------------------------------------ |
| Amber Valley          | Comté   | 68 065    | 8 300    | C                   | Nigel Mills         | T          | James Dawson       | Amber Valley est une circonscription de taille moyenne située dans l'est du comté                |
| Bolsover              | Comté   | 73 429    | 5 288    | T                   | Dennis Skinner      | C          | Helen Harrison     | Bolsover est une circonscription de taille moyenne située dans le nord-est du comté              |
| Chesterfield          | Borough | 72 069    | 9 605    | T                   | Toby Perkins        | C          | Spencer Pitfield   | Chesterfield est une petite circonscription située dans le nord-est du comté                     |
| Derby North           | Borough | 69 919    | 2 015    | T                   | Chris Williamson    | C          | Amanda Solloway    | Derby North est une petite circonscription située dans le sud du comté                           |
| Derby South           | Borough | 69 918    | 11 248   | T                   | Margaret Beckett    | C          | Evonne Williams    | Derby South est une petite circonscription située dans le sud du comté                           |
| Derbyshire Dales      | Comté   | 64 430    | 14 327   | C                   | Patrick McLoughlin  | T          | Andy Botham        | Derbyshire Dales est une grande circonscription située dans l'ouest du comté                     |
| Erewash               | Comté   | 72 995    | 4 534    | C                   | Maggie Throup       | T          | Catherine Atkinson | Erewash est une petite circonscription située dans le sud-est du comté                           |
| High Peak             | Comté   | 73 248    | 2 322    | T                   | Ruth George         | C          | Andrew Bingham     | High Peak est une grande circonscription située dans le nord-ouest du comté                      |
| Mid Derbyshire        | Comté   | 67 466    | 11 616   | C                   | Pauline Latham      | T          | Alison Martin      | Mid Derbyshire est une petite circonscription située dans le sud-est du comté                    |
| North East Derbyshire | Comté   | 72 097    | 2 861    | C                   | Lee Rowley          | T          | Natascha Engel     | North East Derbyshire est une circonscription de taille moyenne située dans le nord-est du comté |
| South Derbyshire      | Comté   | 72 995    | 4 534    | C                   | Heather Wheeler     | T          | Robert Pearson     | South Derbyshire est une petite circonscription située dans le sud-est du comté                  |

## Histoire électorale

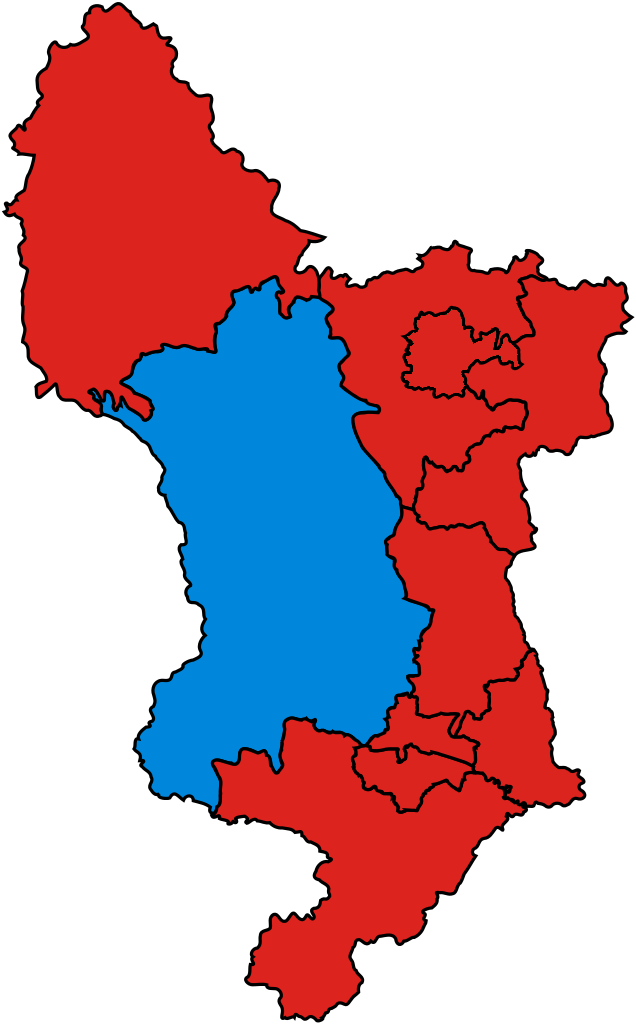
1997
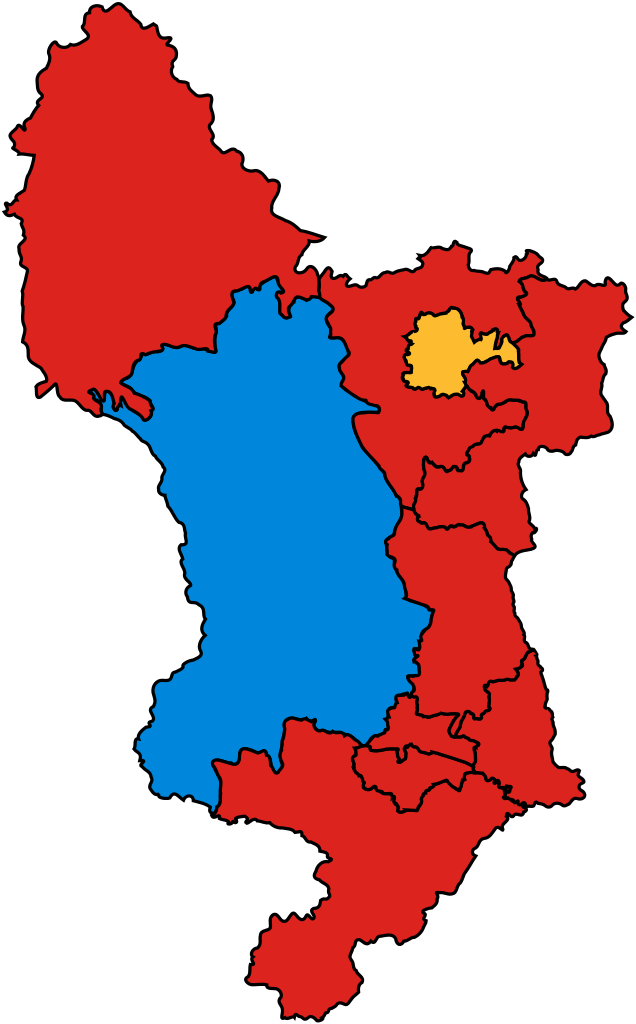
2001
2005
2010
2015
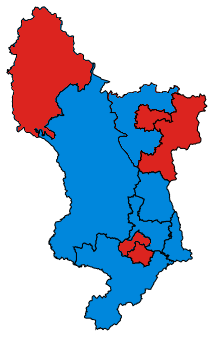
2017